# China Zheshang Bank
China Zheshang Bank, abgekürzt als CZB, ist eine börsennotierte Geschäftsbank mit Sitz in Hangzhou der Volksrepublik China, die von der Chinesischen Volksbank reguliert wird. Mit einer Bilanzsumme von ca. 239 Milliarden US-Dollar im Jahre 2019 gehört sie zu den 100 größten Geldhäusern weltweit.

## Geschichte
Die China Zheshang Bank hat ihre Wurzeln in der Zhejiang Commercial Bank, die 1993 in Ningbo in der chinesischen Provinz Zhejiang gegründet wurde. Die Zhejiang Commercial Bank war eine chinesisch-ausländische Bank, die sich im gemeinsamen Besitz der Bank of China, der Hong Kong Nanyang Commercial Bank, der Bank of Communications und der Zhejiang International Trust and Investment Co. befand.
Am 30. Juni 2004 genehmigte die chinesische Kommission für Bankenregulierung die Umstrukturierung, Umbenennung und Verlagerung der Zhejiang Commercial Bank. Am 18. August 2004 wurde die China Zheshang Bank offiziell als neue Bank in Hangzhou eröffnet.
Die Tätigkeit der Bank konzentrierte sich zuerst auf die Provinz Zhejiang und weitete sich schließlich auf große Teile des Landes aus. 2016 wurde die Bank am Hong Kong Stock Exchange registriert. Im Dezember 2017 erhielt es von der Hong Kong Monetary Authority die Bankenlizenz für Hongkong und eröffnete dort 2018 ihre erste Filiale. Zum 31. Dezember 2018 verfügte die CZB über 242 Filialen im Land.